# Sinanché
Sinanché är en kommun i Mexiko.   Den ligger i delstaten Yucatán, i den östra delen av landet, 1 100 km öster om huvudstaden Mexico City. Antalet invånare är 3 126. Arean är 132 kvadratkilometer.
Terrängen i Sinanché är mycket platt.